# John H. Burke
John Harley Burke (* 2. Juni 1894 in Excelsior, Richland County, Wisconsin; † 14. Mai 1951 in Long Beach, Kalifornien) war ein US-amerikanischer Politiker. Zwischen 1933 und 1935 vertrat er den Bundesstaat Kalifornien im US-Repräsentantenhaus.

## Werdegang
1897 zog John Burke mit seinen Eltern nach Milaca in Minnesota und drei Jahre später nach San Pedro in Kalifornien. Seit 1909 lebte die Familie in Long Beach. Er besuchte die öffentlichen Schulen seiner jeweiligen Heimat und studierte danach an der Santa Clara University. Nach einem anschließenden Jurastudium an der University of Southern California in Los Angeles und seiner 1917 erfolgten Zulassung als Rechtsanwalt begann er in Long Beach in diesem Beruf zu arbeiten. Diese Tätigkeit wurde durch seine Militärzeit während des Ersten Weltkrieges unterbrochen. Dabei war er Soldat in einem Ausbildungslager der US Army in Kentucky. Nach dem Krieg wurde Burke auch in der Ölbranche tätig. Politisch schloss er sich der Demokratischen Partei an.
Bei den Kongresswahlen des Jahres 1932 wurde Burke im damals neu eingerichteten 18. Wahlbezirk von Kalifornien in das US-Repräsentantenhaus in Washington, D.C. gewählt, wo er am 4. März 1933 sein neues Mandat antrat. Da er im Jahr 1934 auf eine erneute Kandidatur verzichtete, konnte er bis zum 3. Januar 1935 nur eine Legislaturperiode im Kongress absolvieren. Dort wurden damals die ersten New-Deal-Gesetze der Bundesregierung unter Präsident Franklin D. Roosevelt verabschiedet. Nach dem Ende seiner Zeit im US-Repräsentantenhaus arbeitete Burke in der Immobilienbranche. Er starb am 14. Mai 1951 in Long Beach.